# Stany Zjednoczone na Zimowych Igrzyskach Olimpijskich 1972
Stany Zjednoczone na Zimowych Igrzyskach Olimpijskich 1972 reprezentowało 103 zawodników: 77 mężczyzn i 26 kobiet. Był to jedenasty start reprezentacji Stanów Zjednoczonych na zimowych igrzyskach olimpijskich.

## Zdobyte medale
| Medal  | Zawodnik | Dyscyplina            | Konkurencja             | Rezultat    |
| ------ | --- | --------------------- | ----------------------- | ----------- |
| Złoto  | Anne Henning | Łyżwiarstwo szybkie   | Bieg na 500 m kobiet    | 43,33 s     |
| Złoto  | Dianne Holum | Łyżwiarstwo szybkie   | Bieg na 1500 m kobiet   | 2:20,85 min |
| Złoto  | Barbara Cochran | Narciarstwo alpejskie | Slalom specjalny kobiet | 1:31,24 min |
| Srebro | Michael Curran, Gordon Sears, Walter Olds, Thomas Mellor, Franklyn Sanders, James McElmury, Charles Brown, Richard McGlynn, Ronald Naslund, Robert Ftorek, Keith Irving, Kevin Ahearn, Henry Boucha, Craig Sarner, Timothy Sheehy, Keith Christiansen, Mark Howe | Hokej na lodzie       | turniej mężczyzn        |             |
| Srebro | Dianne Holum | Łyżwiarstwo szybkie   | Bieg na 3000 m kobiet   | 4:58,67 min |
| Brąz   | Janet Lynn | Łyżwiarstwo figurowe  | Solistki                | 2663,1 pkt  |
| Brąz   | Anne Henning | Łyżwiarstwo szybkie   | Bieg na 1000 m kobiet   | 1:31,62 min |
| Brąz   | Susan Corrock | Narciarstwo alpejskie | Bieg zjazdowy kobiet    | 1:37,68 min |

## Skład kadry

### Biathlon
Mężczyźni
| Zawodnik                                                 | Konkurencja         | czas biegu | Kary | Łączny czas | Pozycja |
| -------------------------------------------------------- | ------------------- | ---------- | ---- | ----------- | ------- |
| Peter Karns                                              | Bieg na 20 km       | 1:18:59,67 | 2:00 | 1:20:59,67  | 14.     |
| Dennis Donahue                                           | Bieg na 20 km       | 1:19:20,39 | 4:00 | 1:23:20,39  | 24.     |
| Dexter Morse                                             | Bieg na 20 km       | 1:21:40,14 | 7:00 | 1:28:40,14  | 41.     |
| William Bowerman                                         | Bieg na 20 km       | 1:21:26,44 | 8:00 | 1:29:26,44  | 45.     |
| Peter Karns Dexter Morse Dennis Donahue William Bowerman | Sztafeta 4 × 7,5 km | 1:57:24,32 | 1    | 1:57:24,32  | 6.      |

### Biegi narciarskie
Mężczyźni
| Zawodnik                                                     | Konkurencja        | czas               | Pozycja            |
| ------------------------------------------------------------ | ------------------ | ------------------ | ------------------ |
| Everett Dunklee                                              | Bieg na 15 km      | 49:52,20           | 44.                |
| Timothy Caldwell                                             | Bieg na 15 km      | 51:17,92           | 54.                |
| Ronald Yeager                                                | Bieg na 15 km      | 51:36,54           | 55.                |
| Larry Martin                                                 | Bieg na 15 km      | 53:13,91           | 58.                |
| Mike Elliott                                                 | Bieg na 30 km      | 1:43:15,03         | 26.                |
| Michael Gallagher                                            | Bieg na 30 km      | 1:43:39,41         | 30.                |
| Robert Gray                                                  | Bieg na 30 km      | 1:46:38,31         | 42.                |
| Clark Matis                                                  | Bieg na 30 km      | 1:52:18,52         | 53.                |
| Everett Dunklee                                              | Bieg na 50 km      | 2:56:42,49         | 27.                |
| Gene Morgan                                                  | Bieg na 50 km      | 2:54:01,52         | 24.                |
| Robert Gray                                                  | Bieg na 50 km      | 3:01:15,37         | 33.                |
| Joseph McNulty                                               | Bieg na 50 km      | Nie ukończył biegu | Nie ukończył biegu |
| Timothy Caldwell Michael Gallagher Larry Martin Mike Elliott | Sztafeta 4 × 10 km | 2:14:37,28         | 12.                |

Kobiety
| Zawodnik                                           | Konkurencja       | czas     | Pozycja |
| -------------------------------------------------- | ----------------- | -------- | ------- |
| Martha Rockwell                                    | Bieg na 5 km      | 17:50,34 | 18.     |
| Barbara Britch                                     | Bieg na 5 km      | 18:18,37 | 31.     |
| Alison Owen-Spencer                                | Bieg na 5 km      | 18:54,76 | 36.     |
| Marguerite Mahoney                                 | Bieg na 5 km      | 19:15,13 | 39.     |
| Martha Rockwell                                    | Bieg na 10 km     | 36:34,22 | 16.     |
| Alison Owen-Spencer                                | Bieg na 10 km     | 38:50,05 | 35.     |
| Marguerite Mahoney                                 | Bieg na 10 km     | 39:27,95 | 36.     |
| Trina Hosmer                                       | Bieg na 10 km     | 40:40,56 | 41.     |
| Barbara Britch Alison Owen-Spencer Martha Rockwell | Sztafeta 3 × 5 km | 53:38,60 | 11.     |

### Bobsleje
Mężczyźni
| Osada  | Zawodnik                                              | Konkurencja | Ślizg 1         | Ślizg 2                   | Ślizg 3                   | Ślizg 4                   | Łącznie                   | Pozycja                   |
| ------ | ----------------------------------------------------- | ----------- | --------------- | ------------------------- | ------------------------- | ------------------------- | ------------------------- | ------------------------- |
| USA-I  | Paul Lamey Howard Siler                               | Dwójki      | 1:18,13         | 1:16,93                   | 1:15,52                   | 1:16,04                   | 5:06,62                   | 16.                       |
| USA-II | Boris Said Thomas Becker                              | Dwójki      | 1:17,34         | 1:17,23                   | 1:16,66                   | 1:17,71                   | 5:08,94                   | 19.                       |
| USA-II | Boris Said James Copley Kenneth Morris Philip Duprey  | Czwórki     | 1:12,31         | 1:12,34                   | 1:11,80                   | 1:11,98                   | 4:48,43                   | 14.                       |
| USA-I  | James Hickey James Bridges Howard Siler Thomas Becker | Czwórki     | Dyskwalifikacja | Nie ukończyli konkurencji | Nie ukończyli konkurencji | Nie ukończyli konkurencji | Nie ukończyli konkurencji | Nie ukończyli konkurencji |

### Hokej na lodzie
Reprezentacja mężczyzn
| - Michael Curran - Gordon Sears - Walter Olds - Thomas Mellor - Franklyn Sanders - James McElmury - Charles Brown - Richard McGlynn - Ronald Naslund |  | - Robert Ftorek - Keith Irving - Kevin Ahearn - Henry Boucha - Craig Sarner - Timothy Sheehy - Keith Christiansen - Mark Howe |

Drużyna Stanów Zjednoczonych w rundzie kwalifikacyjnej pokonała zespół Szwajcarii 5:1 i awansowała do grupy finałowej turnieju olimpijskiego, w której zajęła 2. miejsce zdobywając srebrny medal.

#### Runda kwalifikacyjna
| 4 lutego 1972 | Stany Zjednoczone | 5:1 | Szwajcaria |  |

| Godzina: 14:00 |  | (2:1, 1:1, 2:1) |  |  |

### Grupa Finałowa
| Drużyna           | M | Mecze | Mecze | Mecze | Bramki | Bramki | Bramki | Pkt | Uwagi |
| Drużyna           | M | W     | R     | P     | +      | –      | +/-    | Pkt | Uwagi |
| ----------------- | - | ----- | ----- | ----- | ------ | ------ | ------ | --- | ----- |
| ZSRR              | 5 | 4     | 1     | 0     | 33     | 13     | +20    | 9   |       |
| Stany Zjednoczone | 5 | 3     | 0     | 2     | 18     | 15     | +3     | 6   |       |
| Czechosłowacja    | 5 | 3     | 0     | 2     | 26     | 13     | +13    | 6   |       |
| Szwecja           | 5 | 2     | 1     | 2     | 17     | 13     | +4     | 5   |       |
| Finlandia         | 5 | 2     | 0     | 3     | 14     | 24     | -10    | 4   |       |
| Polska            | 5 | 0     | 0     | 5     | 9      | 39     | -30    | 0   |       |

Wyniki
| 5 lutego 1972 | Szwecja | 5:1 | Stany Zjednoczone |  |

| Godzina: 10:00 |  | (2:1, 1:0, 2:0) |  |  |

| 7 lutego 1972 | Czechosłowacja | 1:5 | Stany Zjednoczone |  |

| Godzina: 16:00 |  | (1:1, 0:3, 0:1) |  |  |

| 9 lutego 1972 | ZSRR | 7:2 | Stany Zjednoczone |  |

| Godzina: 19:00 |  | (2:0, 3:0, 2:2) |  |  |

| 10 lutego 1972 | Finlandia | 1:4 | Stany Zjednoczone |  |

| Godzina: 19:00 |  | (1:2, 0:1, 0:1) |  |  |

| 12 lutego 1972 | Polska | 1:6 | Stany Zjednoczone |  |

| Godzina: 19:30 |  | (0:2, 0:2, 1:2) |  |  |

### Kombinacja norweska
Mężczyźni
| Zawodnik        | Konkurencja   | Bieg narciarski | Bieg narciarski | Bieg narciarski | Skoki narciarskie | Skoki narciarskie | Skoki narciarskie | Skoki narciarskie | Skoki narciarskie | Skoki narciarskie | Skoki narciarskie | Skoki narciarskie | Łącznie | Pozycja |
| Zawodnik        | Konkurencja   | Czas biegu      | Pozycja         | Punkty          | Skok 1            | Nota              | Skok 2            | Nota              | Skok 3            | Nota              | Punkty            | Pozycja           | Łącznie | Pozycja |
| --------------- | ------------- | --------------- | --------------- | --------------- | ----------------- | ----------------- | ----------------- | ----------------- | ----------------- | ----------------- | ----------------- | ----------------- | ------- | ------- |
| Michael Devecka | Indywidualnie | 50:00,0         | 6.              | 205,735         | 60,0              | 63,3              | 67,0              | 77,6              | 68,0              | 79,5              | 157,1             | 27.               | 362,835 | 21.     |
| Jim Miller      | Indywidualnie | 51:09,9         | 17.             | 195,250         | 57,5              | 50,8              | 69,0              | 80,8              | 62,0              | 58,9              | 139,7             | 37.               | 334,950 | 34.     |
| Walker Weed     | Indywidualnie | 52:26,2         | 29.             | 183,805         | 58,0              | 55,6              | 61,0              | 66,5              | 61,0              | 63,3              | 129,8             | 40.               | 313,605 | 38.     |
| Robert Kendall  | Indywidualnie | 54:34,0         | 38.             | 164,635         | 62,0              | 58,0              | 62,5              | 67,9              | 66,5              | 71,1              | 139,0             | 38.               | 303,635 | 39.     |

### Łyżwiarstwo figurowe
| Zawodnik                       | Konkurencja   | Nota   | Pozycja |
| ------------------------------ | ------------- | ------ | ------- |
| Janet Lynn                     | Solistki      | 2663,1 | brąz    |
| Julie Lynn Holmes              | Solistki      | 2627,0 | 4.      |
| Suna Murray                    | Solistki      | 2426,2 | 12.     |
| Kenneth Shelley                | Soliści       | 2596,0 | 4.      |
| John Misha Petkevich           | Soliści       | 2591,5 | 5.      |
| Gordie McKellen                | Soliści       | 2511,0 | 11.     |
| JoJo Starbuck Kenneth Shelley  | Pary sportowe | 406,8  | 4.      |
| Melissa Militano Mark Militano | Pary sportowe | 393,0  | 7.      |
| Barbara Brown Doug Berndt      | Pary sportowe | 366,9  | 12.     |

### Łyżwiarstwo szybkie
Mężczyźni
| Zawodnik             | Konkurencja        | Konkurencja        | Konkurencja    | Konkurencja    | Konkurencja    | Konkurencja    | Konkurencja      | Konkurencja      |
| Zawodnik             | Bieg na 500 m      | Bieg na 500 m      | Bieg na 1500 m | Bieg na 1500 m | Bieg na 5000 m | Bieg na 5000 m | Bieg na 10 000 m | Bieg na 10 000 m |
| Zawodnik             | Czas               | Miejsce            | Czas           | Miejsce        | Czas           | Miejsce        | Czas             | Miejsce          |
| -------------------- | ------------------ | ------------------ | -------------- | -------------- | -------------- | -------------- | ---------------- | ---------------- |
| Peter Eberling       | 40,58              | 11.                |                |                |                |                |                  |                  |
| Nathaniel Blatchford | 40,67              | 15.                |                |                |                |                |                  |                  |
| Gregory Lyman        | 41,30              | 20.                |                |                |                |                |                  |                  |
| John Wurster         | Nie ukończył biegu | Nie ukończył biegu |                |                |                |                |                  |                  |
| Daniel Carrol        |                    |                    | 2:07,24        | 7.             | 7:44,72        | 10.            | 15:44,41         | 9.               |
| Gary Jonland         |                    |                    | 2:09,55        | 14.            |                |                |                  |                  |
| William Lanigan      |                    |                    | 2:12,31        | 25.            |                |                |                  |                  |
| Clark King           |                    |                    | 2:14,83        | 30.            | 8:07,20        | 21.            | 16:39,82         | 21.              |
| Charles Gilmore      |                    |                    |                |                | 8:03,04        | 20.            |                  |                  |

Kobiety
| Zawodnik                | Konkurencja   | Konkurencja   | Konkurencja    | Konkurencja    | Konkurencja    | Konkurencja    | Konkurencja    | Konkurencja    |
| Zawodnik                | Bieg na 500 m | Bieg na 500 m | Bieg na 1000 m | Bieg na 1000 m | Bieg na 1500 m | Bieg na 1500 m | Bieg na 3000 m | Bieg na 3000 m |
| Zawodnik                | Czas          | Miejsce       | Czas           | Miejsce        | Czas           | Miejsce        | Czas           | Miejsce        |
| ----------------------- | ------------- | ------------- | -------------- | -------------- | -------------- | -------------- | -------------- | -------------- |
| Anne Henning            | 43,33         | złoto         | 1:31,62        | brąz           |                |                |                |                |
| Sheila Young            | 44,53         | 4.            | 1:34,97        | 17.            |                |                |                |                |
| Kathryn Lunda           | 44,95         | 7.            |                |                |                |                |                |                |
| Dianne Holum            |               |               | 1:32,41        | 6.             | 2:20,85        | złoto          | 4:58,67        | srebro         |
| Helen Carpenter-Phinney |               |               |                |                | 2:23,93        | 7.             |                |                |
| Leah Poulos-Mueller     |               |               |                |                | 2:31,29        | 24.            | 5:17,38        | 17.            |

### Narciarstwo alpejskie
Mężczyźni
| Zawodnik         | Konkurencja | Konkurencja | Konkurencja                 | Konkurencja                 | Konkurencja                 | Konkurencja                 | Konkurencja                 | Konkurencja                 | Konkurencja                 | Konkurencja                 |
| Zawodnik         | Zjazd       | Zjazd       | Slalom gigant               | Slalom gigant               | Slalom gigant               | Slalom gigant               | Slalom specjalny            | Slalom specjalny            | Slalom specjalny            | Slalom specjalny            |
| Zawodnik         | Czas        | Pozycja     | Czas 1-go przejazdu         | Czas 2-go przejazdu         | Czas łączny                 | Pozycje                     | Czas 1-go przejazdu         | Czas 2-go przejazdu         | Czas łączny                 | Pozycja                     |
| ---------------- | ----------- | ----------- | --------------------------- | --------------------------- | --------------------------- | --------------------------- | --------------------------- | --------------------------- | --------------------------- | --------------------------- |
| Rick Chaffee     |             |             | 1:39,23                     | 1:45,09                     | 3:24, 32                    | 30.                         | Nie ukończył 1-go przejazdu | Nie ukończył 1-go przejazdu | Nie ukończył 1-go przejazdu | Nie ukończył 1-go przejazdu |
| Robert Cochran   | 1:53,39     | 8.          | 1:35,39                     | 1:40, 15                    | 3:15,54                     | 17.                         | Dyskwalifikacja             | Nie ukończył konkurencji    | Nie ukończył konkurencji    | Nie ukończył konkurencji    |
| Michael Lafferty | 1:54,38     | 14.         |                             |                             |                             |                             |                             |                             |                             |                             |
| David Currier    | 1:545,96    | 17.         | Nie ukończył 1-go przejazdu | Nie ukończył 1-go przejazdu | Nie ukończył 1-go przejazdu | Nie ukończył 1-go przejazdu |                             |                             |                             |                             |
| Henry Kashiwa    | 1:55,60     | 25.         | 1:37,42                     | 1:40,71                     | 3:18,13                     | 21.                         |                             |                             |                             |                             |
| Tyler Palmer     |             |             |                             |                             |                             |                             | 57,68                       | 54,37                       | 1:52,05                     | 9.                          |
| Terry Palmer     |             |             |                             |                             |                             |                             | 58,78                       | 55,50                       | 1:54,28                     | 16.                         |

Kobiety
| Zawodniczka       | Konkurencja | Konkurencja | Konkurencja     | Konkurencja     | Konkurencja         | Konkurencja               | Konkurencja               | Konkurencja               |
| Zawodniczka       | Zjazd       | Zjazd       | Slalom gigant   | Slalom gigant   | Slalom specjalny    | Slalom specjalny          | Slalom specjalny          | Slalom specjalny          |
| Zawodniczka       | Czas        | Pozycja     | Czas            | Pozycja         | Czas 1-go przejazdu | Czas 2-go przejazdu       | Czas łączny               | Pozycja                   |
| ----------------- | ----------- | ----------- | --------------- | --------------- | ------------------- | ------------------------- | ------------------------- | ------------------------- |
| Susan Corrock     | 1:37,68     | brąz        |                 |                 | 48,09               | 47,67                     | 1:35.76                   | 9.                        |
| Karen Budge       | 1:40,68     | 14.         | 1:35,57         | 23.             |                     |                           |                           |                           |
| Sandra Poulsen    | 1:41,25     | 21.         | Dyskwalifikacja | Dyskwalifikacja |                     |                           |                           |                           |
| Marilyn Cochran   | 1:41,96     | 28.         | 1:35,27         | 20.             | Dyskwalifikacja     | Nie ukończyła konkurencji | Nie ukończyła konkurencji | Nie ukończyła konkurencji |
| Barbara Cochran   |             |             | 1:33,16         | 11.             | 46,05               | 45,19                     | 1:31,24                   | złoto                     |
| Patricia Boydstun |             |             |                 |                 | 48,11               | 47,48                     | 1:35,59                   | 8.                        |

### Saneczkarstwo
Mężczyźni
| Zawodnik                         | Konkurencja | Ślizg 1 | Ślizg 2 | Ślizg 3 | Ślizg 4 | Łącznie | Pozycja |
| -------------------------------- | ----------- | ------- | ------- | ------- | ------- | ------- | ------- |
| James Murray                     | Jedynki     | 55,31   | 55,22   | 53,94   | 53,46   | 3:37,93 | 28.     |
| Terry O'Brien                    | Jedynki     | 55,41   | 55,17   | 54,02   | 53,64   | 3:38,24 | 31.     |
| Ralph Havens                     | Jedynki     | 55,17   | 54,84   | 54,31   | 54,00   | 3:38,32 | 32.     |
| Bob Rock                         | Jedynki     | 55,98   | 55,25   | 53,85   | 1:13,96 | 3:59,04 | 44.     |
| Jack Elder Frank Jones           | Dwójki      | 46,48   | 46,11   |         |         | 1:32,59 | 15.     |
| Robert Berkley Richard Cavanaugh | Dwójki      | 46,58   | 46,59   |         |         | 1:33,17 | 17.     |

Kobiety
| Zawodnik                     | Konkurencja | Ślizg 1                   | Ślizg 2                   | Ślizg 3                   | Ślizg 4                   | Łącznie                   | Pozycja                   |
| ---------------------------- | ----------- | ------------------------- | ------------------------- | ------------------------- | ------------------------- | ------------------------- | ------------------------- |
| Kathleen Ann Roberts-Homstad | Jedynki     | 47,68                     | 46,64                     | 46,17                     | 45,49                     | 3:05,98                   | 15.                       |
| Peggy Frair                  | Jedynki     | Nie ukończyła 1-go slizgu | Nie ukończyła 1-go slizgu | Nie ukończyła 1-go slizgu | Nie ukończyła 1-go slizgu | Nie ukończyła 1-go slizgu | Nie ukończyła 1-go slizgu |

### Skoki narciarskie
Mężczyźni
| Konkurencja            | Skoczek       | Skok 1    | Skok 1 | Skok 2    | Skok 2 | Nota  | Pozycja |
| Konkurencja            | Skoczek       | odległość | Nota   | odległość | Nota   | Nota  | Pozycja |
| ---------------------- | ------------- | --------- | ------ | --------- | ------ | ----- | ------- |
| Skocznia normalna K-86 | Jerry Martin  | 76,0      | 105,3  | 69,5      | 91,9   | 197,2 | 34.     |
| Skocznia normalna K-86 | Ron Steele    | 75,0      | 99,2   | 71,5      | 93,1   | 192,3 | 41.     |
| Skocznia normalna K-86 | Gregory Swor  | 70,5      | 93,0   | 67,0      | 86,4   | 179,4 | 50.     |
| Skocznia normalna K-86 | William Berry | 67,5      | 87,7   | 66,0      | 84,3   | 172,0 | 52.     |
| Skocznia duża K-110    | Ron Steele    | 86,5      | 86,6   | 89,0      | 91,1   | 177,7 | 25.     |
| Skocznia duża K-110    | Gregory Swor  | 80,5      | 77,2   | 91,5      | 95,6   | 172,8 | 30.     |
| Skocznia duża K-110    | Jerry Martin  | 89,0      | 89,1   | 77,5      | 74,0   | 163,1 | 36.     |
| Skocznia duża K-110    | Scott Berry   | 79,0      | 76,1   | 81,5      | 75,6   | 151,7 | 47.     |